# Jennifer Morrison
Jennifer Marie Morrison (Chicago, 12 aprile 1979) è un'attrice e regista statunitense, conosciuta soprattutto per i ruoli della dottoressa Allison Cameron in Dr. House - Medical Division e per quello di Emma Swan nella serie televisiva C'era una volta.

## Biografia

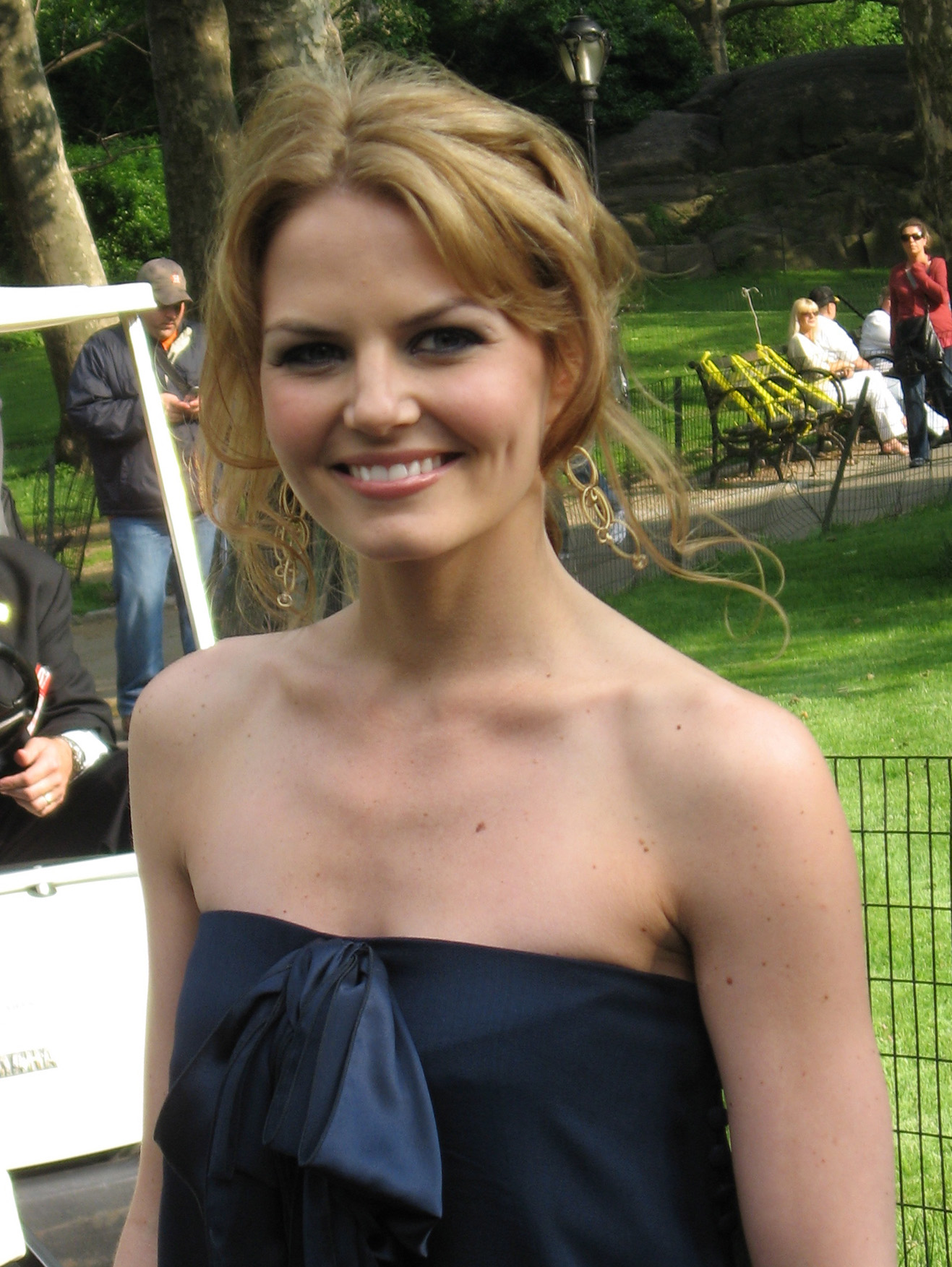
Jennifer Morrison nel 2007

È la più grande dei tre figli di David e Judy Morrison, sorella maggiore di Julie e Daniel. Dapprima ha studiato alla Prospect High School dove suonava il clarinetto, cantava nel coro ed era nel gruppo delle cheerleader.
Ha esordito come attrice nel 1994 nel film Trappola d'amore di Mark Rydell, accanto a Richard Gere e Sharon Stone. Ha completato gli studi di teatro alla Loyola University Chicago e ha lavorato presso la Steppenwolf Theatre Company, prima di recarsi a Los Angeles per continuare la sua carriera.
Ha raggiunto la notorietà grazie alla serie televisiva Dr. House - Medical Division, dove interpreta il ruolo della dottoressa Allison Cameron. Nel 2005 ha recitato nel film Mr. & Mrs. Smith, con Angelina Jolie e Brad Pitt. Ha anche fatto parte del cast di How I Met Your Mother durante la sesta stagione nel ruolo di Zoey Pierson. Nel 2011 ha preso parte al film Warrior interpretando Tess Conlon, la moglie del lottatore Brendan Conlon, interpretato da Joel Edgerton. Dal 2011 al 2018 ha interpretato Emma Swan, la protagonista della serie televisiva C'era una volta (Once Upon a Time).
Nel 2015 dirige un cortometraggio che vede protagonisti, oltre a se stessa, anche Geoff Stults, Rose McIver e la ballerina Shelby Arnold, su musiche della band "Wild Wild Horses": "Secrets", "Demon Days (Do It All Again)",  "Gioventù" e "Ordinary Life". Nel 2017 dirige il film Sundogs.

## Vita privata
Nel 2004 si è fidanzata con il collega Jesse Spencer conosciuto sul set di Dr. House - Medical Division. La coppia aveva programmato di sposarsi nel tardo 2007, ma il 15 agosto 2007 è stata annunciata pubblicamente la rottura del fidanzamento. Successivamente ha avuto una relazione con Amaury Nolasco. Ha poi frequentato il collega Sebastian Stan conosciuto sul set di C'era una volta per un breve periodo nel 2012.
Nel 2019 ha iniziato una relazione con l'attore Gerardo Celasco, i due si sono sposati il 27 dicembre 2021. Nel giugno del 2024 conferma di essere diventata da poco madre di una bambina.

## Filmografia

### Attrice

#### Cinema
- Trappola d'amore (Intersection), regia di Mark Rydell (1994)
- Miracolo nella 34ª strada (Miracle on 34th Street), regia di Les Mayfield (1994)
- Echi mortali (Stir of Echoes), regia di David Koepp (1999)
- Urban Legend - Final Cut (Urban Legends: Final Cut), regia di John Ottman (2000)
- The Zeros, regia di John Ryman (2001)
- Design, regia di Davidson Cole (2002)
- Nantucket, regia di Glenn Klinker (2002)
- Girl Fever, regia di Michael Davis (2002)
- Grind, regia di Casey La Scala (2003)
- The Sure Hand of God, regia di Michael Kolko (2004)
- Natale in affitto (Surviving Christmas), regia di Mike Mitchell (2004)
- Lift, regia di Shaun O'Banion - cortometraggio (2004)
- Mr. & Mrs. Smith, regia di Doug Liman (2005)
- Mall Cop, regia di David Greenspan (2005)
- Flourish, regia di Kevin Palys (2006)
- Big Stan, regia di Rob Schneider (2007)
- Star Trek, regia di J. J. Abrams (2009)
- Tre, numero perfetto (Table for Three), regia di Michael Samonek (2009)
- Warrior, regia di Gavin O'Connor (2011)
- Prodigal!, regia di Ben Grayson - cortometraggio (2011)
- Knife Fight, regia di Bill Guttentag (2012)
- Stars in Shorts, di registi vari (2012)
- Into Darkness - Star Trek (Star Trek Into Darkness), regia di J. J. Abrams (2013) - voce
- Event 15, regia di Matthew Thompson (2013)
- The Darkness, regia di Greg McLean (2016)
- Amityville - Il risveglio (Amityville: The Awakening), regia di Franck Khalfoun (2017)
- Superfly, regia di Director X (2018)
- Assassination Nation, regia di Sam Levinson (2018)
- The Report, regia di Scott Z. Burns (2019)
- Bombshell - La voce dello scandalo (Bombshell), regia di Jay Roach (2019)

#### Televisione
- The Chronicle – serie TV, episodio 1x09 (2001)
- Il tocco di un angelo (Touched by an Angel) – serie TV, episodio 8x07 (2001)
- Da un giorno all'altro (Any Day Now) – serie TV, episodio 4x16 (2002)
- Dawson's Creek – serie TV, episodi 5x02-5x12 (2001-2002)
- The Random Years – serie TV, episodio 1x01 (2002)
- Big Shot: Confessions of a Campus Bookie, regia di Ernest Dickerson – film TV (2002)
- The Edge, regia di Matthew Carnahan – film TV (2003)
- Lady D (The Murder of Princess Diana), regia di John Strickland – film TV (2007)
- Chase – serie TV, episodio 1x04 (2010)
- Dr. House - Medical Division (House, M.D.) – serie TV, 130 episodi (2004-2012) – Allison Cameron
- How I Met Your Mother – serie TV, 13 episodi (2010-2014)
- Bringing Ashley Home, regia di Nick Copus – film TV (2011)
- C'era una volta (Once Upon a Time) – serie TV, 136 episodi (2011-2018)
- This Is Us - serie TV, 7 episodi (2019-2020)
- Will Trent – serie TV, episodi 1x01-1x02 (2023)

### Doppiatrice
- Command & Conquer 3: Tiberium Wars - videogioco (2007)
- The Super Hero Squad Show – serie animata, episodi 1x04-1x05-1x20 (2009)
- Batman: Hush, regia di Justin Copeland (2019)

### Regista
- Sun Dogs (2017)
- Euphoria – serie TV, episodio 1x05 (2019)
- One of Us Is Lying – serie TV, episodio 1x01 (2021)
- Dr. Death – serie TV, 6 episodi (2021-2023)
- Joe Pickett – serie TV, episodi 1x06-1x07 (2021)
- Surface – serie TV, episodio 1x07 (2022)
- Grease: Rise of the Pink Ladies – serie TV, episodio 1x05 (2023)
- Tracker – serie TV, episodio 2x06 (2024)
- Yellowjackets – serie TV, episodi 3x04-3x07 (2025)

### Produttrice
- Flourish (2006)
- Glee - produttrice associata, 18 episodi (2009-2010)

## Riconoscimenti
- Nickelodeon Kids' Choice Awards
  - 2015 – Candidatura alla migliore attrice televisiva preferita per C'era una volta[3]
- Screen Actors Guild Award
  - 2009 – Candidatura al migliore cast in una serie drammatica per Dr. House - Medical Division (2009)

## Doppiatrici italiane
Nelle versioni in italiano dei suoi lavori, Jennifer Morrison è stata doppiata da:
- Emanuela D'Amico in Dr. House - Medical Division, Mr. & Mrs. Smith, Will Trent
- Barbara De Bortoli in Lady D, Amityville - Il risveglio, Superfly
- Stella Musy in C'era una volta, Bombshell - La voce dello scandalo
- Cristiana Rossi in Warrior
- Eleonora De Angelis in Urban Legend - Final Cut
- Francesca Guadagno in Natale in affitto
- Francesca Fiorentini in Star Trek
- Ilaria Latini in Event 15
- Laura Cosenza in Dawson's Creek
- Paola Della Pasqua in How I Met Your Mother
- Jessica Bologna in This is Us
- Giuppy Izzo in Tracker

Da doppiatrice è stata sostituita da:
- Francesca Manicone in Batman: Hush